# Les Villes et les Années
Pour plus de détails, voir Fiche technique et Distribution.
Les Villes et les Années (Города и годы, Goroda i gody) est un film soviétique réalisé par Ievgueni Tcherviakov, sorti en 1930,.

## Fiche technique
- Photographie : Sviatoslav Beliaïev, Aleksandr Sigaïev
- Musique : Dmitri Astradantsev
- Décors : Semion Meïnkin
- Montage : Lioubov Ivanova